# Trisa
Die Trisa-Gruppe ist ein Anbieter von Bürstenprodukten in den Bereichen Mund-, Haar- und Körperpflege mit Sitz in Triengen im Kanton Luzern. Die Trisa-Gruppe beschäftigt rund 1100 Mitarbeiter und erwirtschaftete 2020 einen Umsatz von 215,2 Millionen Schweizer Franken. Produkte von Trisa werden auf allen Kontinenten in über 80 Ländern vertrieben. Trisa gehört zu den weltweit führenden Unternehmen in diesem Bereich.

## Firma
Die Trisa-Gruppe ist eine Holding und besteht aus der Trisa AG (Zahnbürsten, Haarbüsten, Körperpflegeprodukte), Trisa Electronics AG (Elektrogeräte), Trisa Accessoires AG (Haarschmuck, Modeschmuck), Ebnat AG (Interdentalpflege, Raumpflege) und der Vertriebsgesellschaft Trisa Bulgaria GmbH.

## Produkte
Trisa bietet Markenartikel unter der Marke Trisa an und produziert Eigenmarken für multinationale Unternehmen. Täglich werden über eine Million Zahnbürsten hergestellt. Daneben fertigt die Trisa-Gruppe auch Produkte für die Haar- und Körperpflege, wie beispielsweise Geräte zur Hautreinigung. Unter der Marke Trisa Electronics stellt Trisa auch elektronische Geräte wie Staubsauger, Haushaltskleingeräte (wie Raclette-Öfen, Personenwaagen, Bügeleisen etc.) her. Die Trisa-Gruppe exportiert 63 Prozent ihrer Produkte ins Ausland, bei den Zahnbürsten beträgt der Exportanteil über 96 Prozent. Das Qualitätsmanagementsystem ist nach den Standards ISO 9001 und ISO 13485 zertifiziert. Trisa ist ausserdem nach den Standards ISO 14001 (Umweltmanagement), ISO 22716 (Cosmetics – Good Manufacturing Practice), ISO 45001 (Sicherheit und Gesundheit bei der Arbeit) und FSC COC (Forest Stewardship Council – Chain of Custody) zertifiziert.

## Geschichte
Die Bürstenfabrik AG Triengen mit einem Aktienkapital von CHF 40'000 wurde 1887 gegründet. Fünf Jahre später wurde die eigene Hölzerproduktion und ein Elektrizitätswerk zur Stromproduktion gestartet. Die erste Zahnbürste im Handeinzugsverfahren wurde 1903 präsentiert. 21 Jahre nach Gründung umfasste das Sortiment für die Landwirtschaft bereits 196 Bürstenmodelle. Von 1910 bis 1917 wurden die ersten hydraulischen Produktionsmaschinen eingesetzt und das Hauptgebäude erweitert. Das Zahnbürstensortiment umfasste 1921 39 Modelle. Die Bürstenfabrik AG kaufte 1938 Handstanzmaschinen, welche den Handeinzug nach und nach verdrängten.
Nach dem Zweiten Weltkrieg erfolgte die Produktion von thermoplastischen Produkten. Nach langer Zusammenarbeit mit der Universität Zürich wurde 1948 die ersten Nylon-Zahnbürsten entwickelt. Fortan wurden die Borstenenden mechanisch abgerundet. Die betriebseigene Pensionskasse wurde 1954 gegründet. 1964 erfolgte die Abschaffung des Akkordlohns der Mitarbeiter, und die Trisa AG führte die Erfolgsbeteiligung am Unternehmen ein. Die Produktionsflächen wurden 1974 massiv erweitert. Die Produktion der selbst entwickelten Elektrozahnbürsten begann 1978. 1990 wurde die Trisa Holding AG gegründet. In der Folge wurden die Bürstenfabrik Walther AG und die Bürsten- und Pinselfabrik Ebnat-Kappel übernommen. Von 2000 bis 2010 investierte Trisa mehr als 250 Millionen Franken in den Produktionsstandort Triengen und schaffte rund 400 neue Arbeitsplätze. Seit 2013 produziert Trisa bei laufender Produktion zu 100 % ölfrei. Gleichzeitig erfolgte die Inbetriebnahme der Holzschnitzelheizung mit Wärmeverbund. 2015 wurde ein vollautomatisches Hochregallager mit mehr als 9'000 Palettenplätzen in Betrieb genommen.